# Aluto
Aluto o alüto, es el nombre del grupo japonés de J-pop compuesto por Fujita Daigo en las voces y guitarra y Satou Honoka en los coros y violín. Se forma en el año 2004, cuando se conocen. El dúo debutó con su sencillo 道~to you all (Michi), mismo que fuera utilizado como segundo ending del anime Naruto Shippuden.

## Discografía

### Sencillos
Michi (道) ~ To You All
- Michi ~ To You All

- Kaze To Tada Mae Wo Mita

- Haribote Tsumiki

- Michi (Violin Version)

Ai ni te furete
- 愛に手ふれて - Ai ni te furete

- 粉雪舞って - kona yuki matte

- カフェモヨウ - kahue moyou

- もっと - motto

- 愛に手ふれて - ai ni te furete (violin version)

Mirai Kuusou
- Mirai Kuusou

- Utautai No Ballad

- Kanashiki taion

Paris
Kimi no Koe
- Kimi no koe

- Hatsukoi warutsu

- Letter

### Álbumes
五文字の糸 (GOMOJI NO ITO)
- Michi 道 (El camino)

- Gomoji no ito 五文字の糸 (Cadena de caracteres)

- Orenji オレンジ (Naranja)

- Yurikago ゆりかご (Cuna)

- Maigo no uta 迷子のうた (Canción perdida)

- Mikazuki 三日月 (Media luna roja)

- Akikaze Hyurira 秋風ヒュリラ (Viento de Otoño)

- Naitte Waratte 泣いて笑って (Llorar riendo)

- Oyasumi, matta ashita おやすみ、また明日 (Buenas noches,hasta mañana)

歌とギターとバイオリン (Uta to Guitar to Violin ) [2009.01.21]
- てのひら -Te No Hira

- 未来空想 - Mirai Kuusou

- 粉雪舞って - Konayuki Matte

- 君の声 - Kun no koe

- １６ｔｒｉｐ

- 愛に手ふれて（Ａｌｂｕｍ　Ｍｉｘ） - Ai ni te Furete

- 魔法のリズム - Mahou no Rythm

- 朧月 - Oboroduki

- 黒い羽 - Kuroi Hane

- 道　～ｔｏ　ｙｏｕ　ａｌｌ（Ａｌｂｕｍ　Ｖｅｒｓｉｏｎ）

- 多摩川夜曲 - Tamagawa Yakyoku

- 歌うたいのバラッド - Utautai no Ballad

- 春の音 - Haru no Oto